# Austrian Open 1985
L'Austrian Open 1985 è stato un torneo di tennis giocato sulla terra rossa. È stata la 40ª edizione del torneo, che fa parte del Nabisco Grand Prix 1985. Si è giocato a Kitzbühel in Austria dal 5 all'11 agosto 1985.

## Campioni

### Singolare maschile
Pavel Složil ha battuto in finale  Michael Westphal con il punteggio di 7–5, 6–2

### Doppio maschile
Emilio Sánchez /  Sergio Casal hanno battuto in finale  Paolo Canè /  Claudio Panatta con il punteggio di 6–3, 3–6, 6–2